# هارون بانكروفت
هارون بانكروفت (بالإنجليزية: Aaron Bancroft)‏ هو لاعب اتحاد الرغبي نيوزيلندي، ولد في 1985 في بلنهيم في نيوزيلندا.

## وصلات خارجية
- هارون بانكروفت على موقع ItsRugby.co.uk (الإنجليزية)